# Anemone sylvestris
Anemone sylvestris is een vaste plant die gevonden wordt in droge, loofwouden van Midden- en West-Europa. De soort geeft de voorkeur aan een lichte standplaats op voedselrijke kalkhoudende bodems. De bloei vindt plaats in het vroege voorjaar, in maart en april, vaak voordat de bladeren zich aan de bomen ontwikkelen. De plant kan dikke tapijten op de bosbodem vormen.
De plant komt hoofdzakelijk voor in de Europese middelgebergten, waar haar areaal door bemesting en wegaanleg behoorlijk is teruggelopen. In de Alpen ontbreekt ze, oostwaarts reikt haar areaal tot aan de Kaukasus.
De 15 tot 35 cm hoge rechtopstaande stengel draagt een witte bloem met meest vijf bloembladen. De doorsnede is 4 tot 5 cm. Onder de bloem zijn aan de stengel drie schutbladen, die drie tot vijfvoudig gedeeld zijn. De gewone bladen zijn grondstandig, diep handvormig ingesneden en ongesteeld.

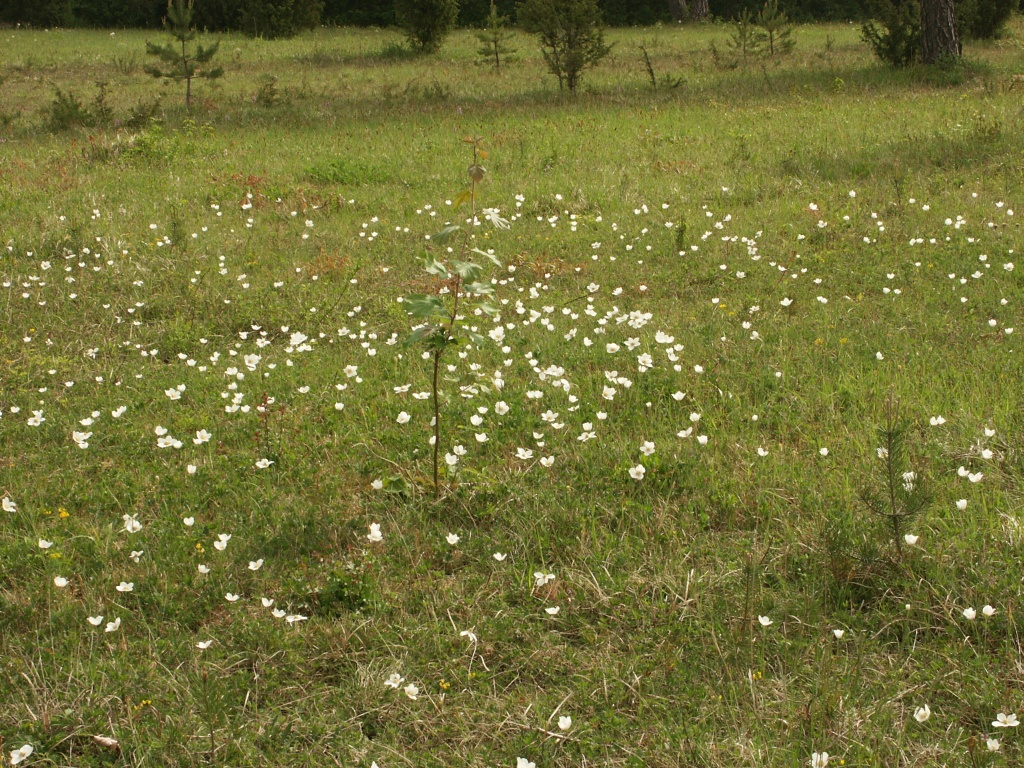
Anemone sylvestris habitat

... · A. altaica · A. apennina (Blauwe anemoon) · A. blanda (Oosterse anemoon) · A. canadensis · A. coronaria · A. hupehensis · A. narcissiflora · A. nemorosa (Bosanemoon) · A. quinquefolia · A. ranunculoides (Gele anemoon) · A. sylvestris · A. trifolia · ...